# باغ عليا (شاهين دج)
باغ عليا هي قرية في مقاطعة شاهين دج، إيران. عدد سكان هذه القرية هو 165 في سنة 2006.